# Ян Хуей
Ян Хуей (杨辉, 1238 —1298) — китайський математик з групи визначних сунських алгебраїстів XIII–XIV ст., педагог-методолог.

## Життєпис
Народився у 1238 році у м. Ліньань повіту Цяньтан (сучасне м.Ханчжоу провінції Чжецзян). Навчався у Лю І, уродженця Чжуншань (провінція Гуандун). Про його життя мало відомостей. Займався десятковими дробами, магічними квадратами, рядами, арифметичній прогресії, системами рівнянь і «правилом сумішей».

## Математика
Сформулював аналог доказу теореми Евкліда про паралелограми й уперше використав циклічні знаки (ганьчжі) як алгебраїчні позначення невідомих у лінійних системах. Критикував математиків, які «змінюють назви своїх методів від задачі до задачі».
У 1261 році написав «Сянцзе цзючжан суаньфа» («Докладне роз'яснення методів числення в дев'яти розділах“) у 12 цзянів з додатком „Цзючжан суань фацзуань лей“ („Методи числення в дев'яти розділах у послідовній класифікації»). Кожна задача розглянута в трьох аспектах: її логіки, числового розв'язку, застосування представленого методу розв'язку для інших подібних завдань.
У 1275 році написав трактат «Тяньму бі лей ченчу цзефа» («Ефективні методи множення і ділення при порівнянні та класифікації полів і оранки») 2 цзянів, присвячений ректангулюванню (фан тянь), добуванню квадратних коренів (кай фан) і матричним розв'язкам лінійних рівнянь (фан чен). Інша праця — «Сюйгу чжайци суаньфа» («Спадкова давня колекція рідкісних методів числення») — цінне зібрання незвичайних і забутих математичних текстів стародавніх учених, що містить, зокрема, 13 видів магічних квадратів від 3х3 до 10х10, вперше названих терміном цзунхенту («поздовжньо-поперечне зображення»). Цей унікальний в історії світової математики набір, крім відомого з давнини лошу, включає по два квадрати 4-8-го порядків і по одному 9-10-го. Три трактати 1274–1275 пізніше об'єдналися в «Ян Хуей суаньфа» («Методи числення Ян Хея»).